# 22900 Trudie
A 22900 Trudie (ideiglenes jelöléssel 1999 TW14) a Naprendszer kisbolygóövében található aszteroida. Charles W. Juels fedezte fel 1999. október 11-én.
Nevét Trudie R. Wilson (1913 – 2001), a felfedező édesanyja után kapta.